# تپه حکیمی
تپه حکیمی مربوط به هزاره اول قبل از میلاد است و در شهرستان آق قلا، بخش وشمگیر، روستای انبار الوم واقع شده و این اثر در تاریخ ۱۰ خرداد ۱۳۸۲ با شمارهٔ ثبت ۸۸۲۷ به‌عنوان یکی از آثار ملی ایران به ثبت رسیده است.